# Bralce
Bralce je přírodní rezervace v oblasti Štiavnické vrchy.
Nachází se v katastrálním území obce Hliník nad Hronom v okrese Žiar nad Hronom v Banskobystrickém kraji. Území bylo vyhlášeno či novelizováno v letech 1965, 1983 na rozloze 13,5200 ha. Ochranné pásmo nebylo stanoveno.